# Sur le concept du visage du fils de Dieu
Sur le concept du visage du fils de Dieu (Sul concetto di volto nel figlio di Dio) est un spectacle conçu et mis en scène par Romeo Castellucci en 2010 au Theater der Welt à Essen, et en 2011 en France. 

## Argument
Un vieil homme malade et son fils, un jeune cadre, vivent dans un appartement moderne. La pièce principale est dominée par une représentation géante du Christ, tirée du Salvator Mundi peint par Antonello de Messine. 
Le père est pris de diarrhées abondantes. son fils est obligé de le nettoyer à trois reprises, ce qui met à l'épreuve son amour pour son père.
Un groupe d'enfants surgit et jette des grenades en plastique sur le visage du Christ. L'image reste intacte, mais se met ensuite à se détruire puis à se couvrir d'un fond noir, sur lequel apparaissent les mots « You are my Shepherd » (« Tu es mon berger », rappel du Psaume 23 (22)).